# Porto di Londra

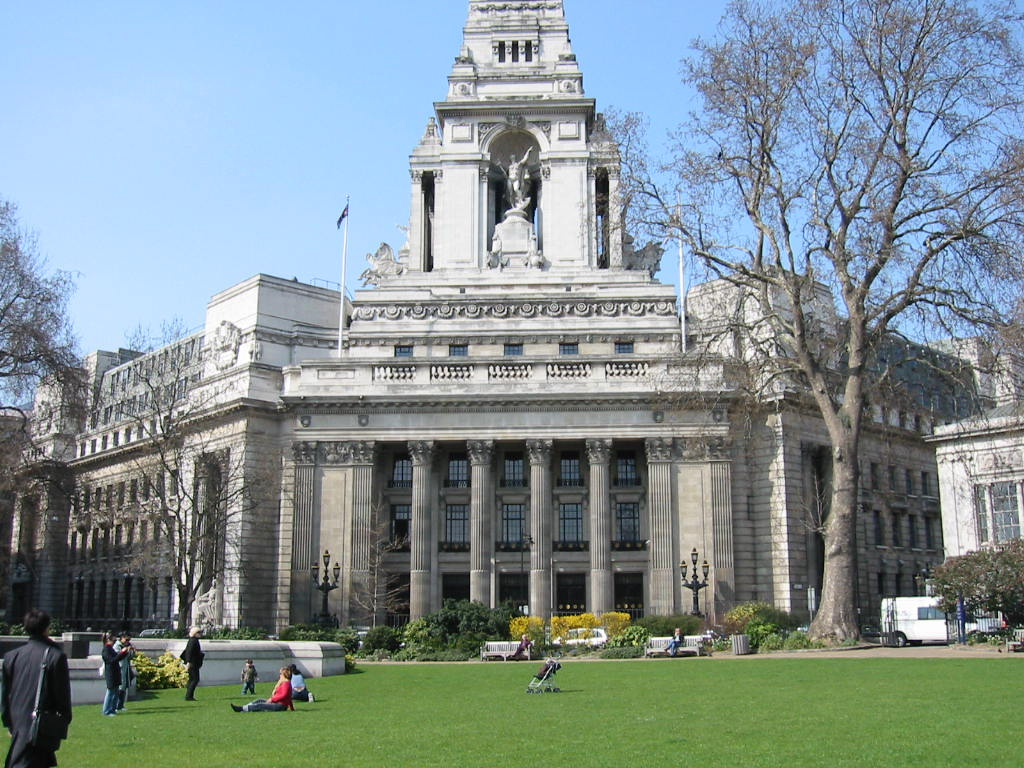
La sede storica della Port London Authority

Il porto di Londra si trova lungo le rive del fiume Tamigi, a Londra, in Inghilterra nel Mare del Nord. Un tempo fu il più grande porto del mondo, e attualmente è il secondo porto più grande del Regno Unito, dopo Grimsby e Immingham. Il porto è governato dal Port London Authority (PLA), una società pubblica istituita nel 1908.
Il porto è in grado di gestire navi da crociera, traghetti e navi da trasporto di ogni tipo. Nel 2008 il porto ha gestito 53 milioni di tonnellate di merce (da 52,7 milioni di tonnellate nel 2007), tra cui 2.007.000 TEU e 20,5 milioni di tonnellate di prodotti petroliferi e correlati.